# Campylopus schimperi
Campylopus schimperi là một loài Rêu trong họ Dicranaceae. Loài này được J. Milde mô tả khoa học đầu tiên năm 1864.